# Irischer Frühling

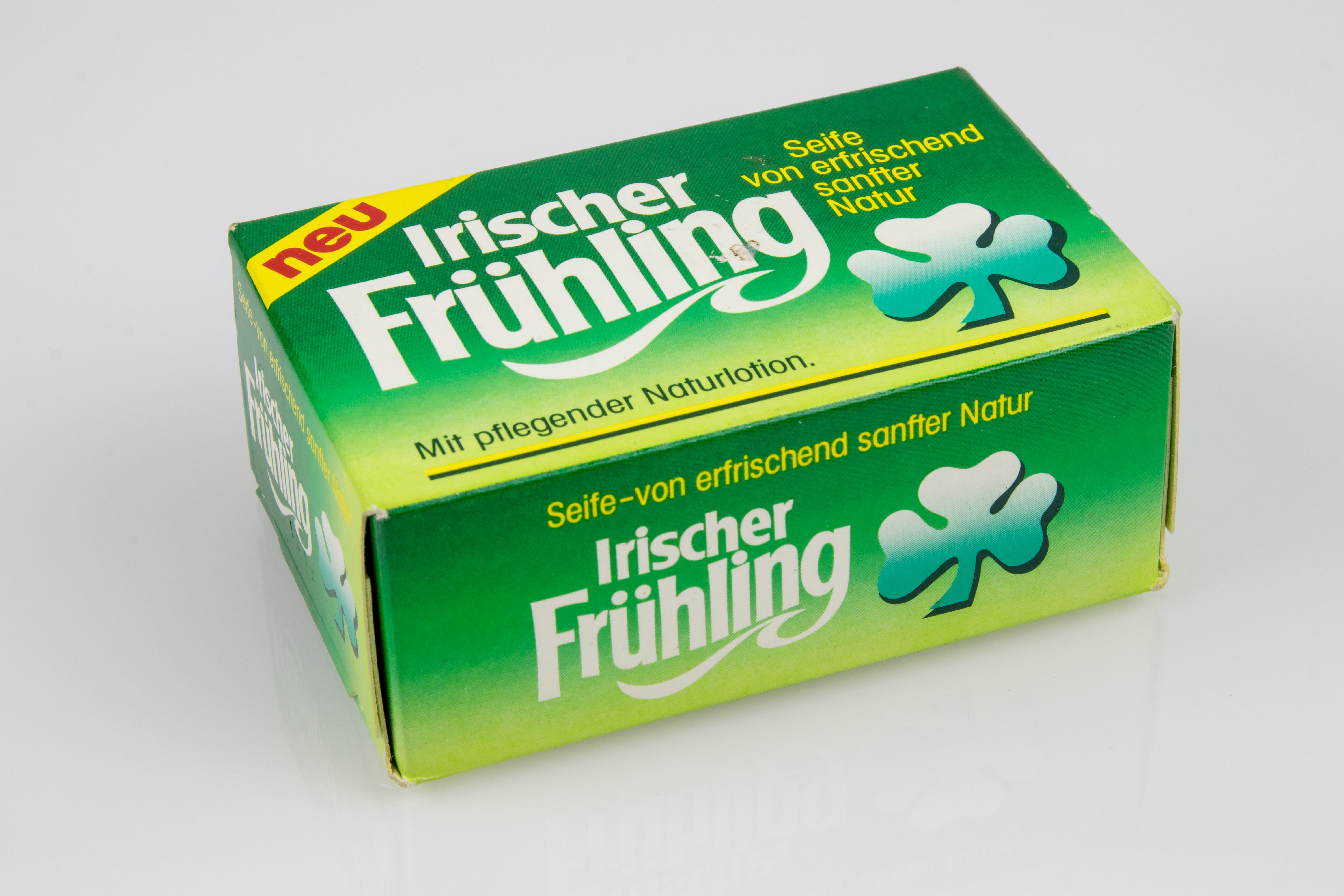
Packung einer Handseife „Irischer Frühling“

Irischer Frühling ist eine Marke für Körperpflegeprodukte des Konzerns Colgate-Palmolive.

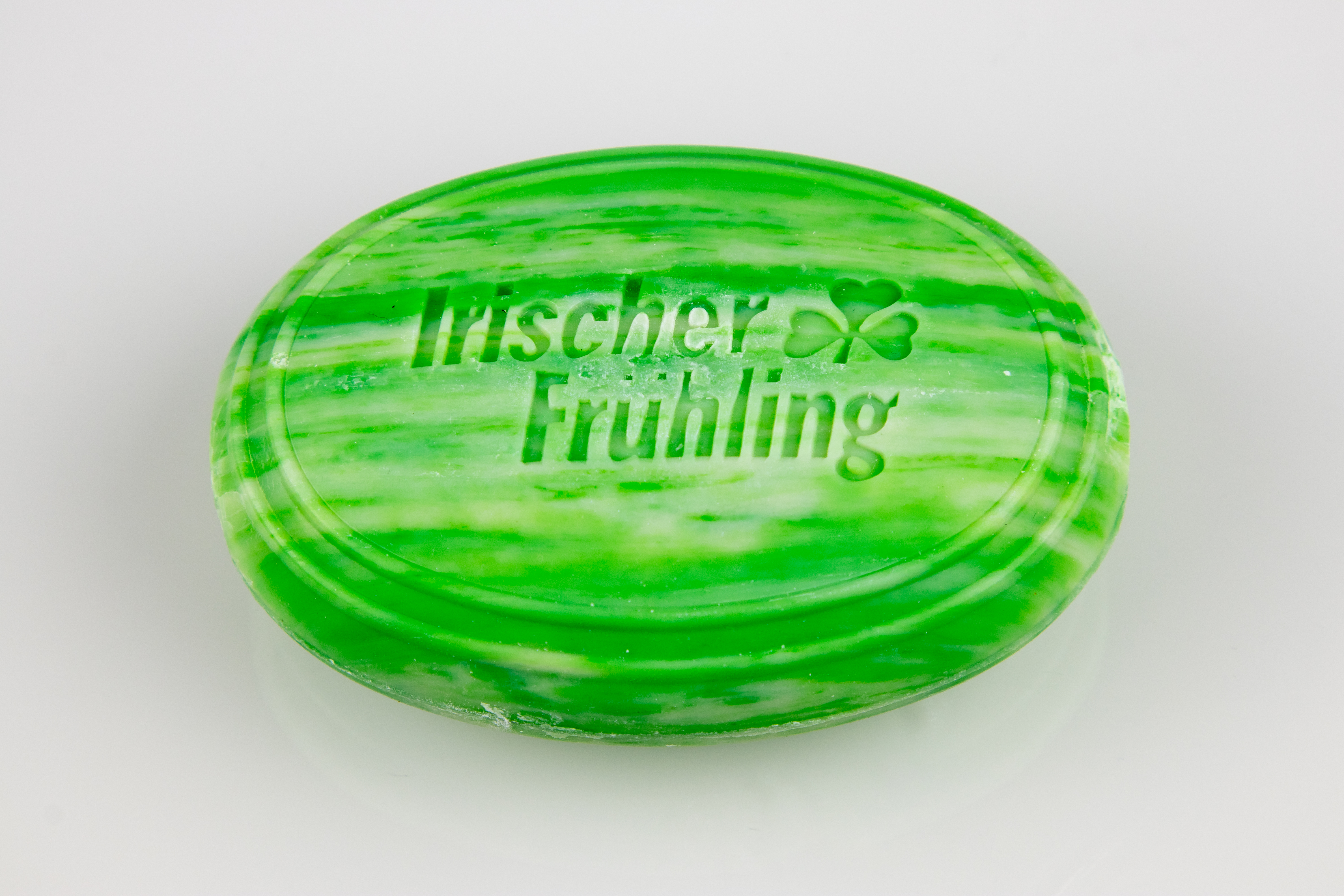
Handseife der Marke

Die Etablierung der Marke in Deutschland erfolgte ab dem Jahr 1970 und ab 1972 unter der Bezeichnung Irish Spring in Nordamerika. Es wurden Seife, Schaumbad und Deodorant angeboten und in Fernsehwerbespots beworben.